# Andorra nos Jogos Olímpicos de Inverno de 1976
Andorra competiu nos Jogos Olímpicos de Inverno pela primeira vez em 1976 em Innsbruck, Áustria.